# Прешлен
Прешлен (на латински: vertebra) се нарича всяко едно самостоятелно костно образувание, което изгражда гръбначния стълб. Прешлените са разположени в медианната равнина, под кожата на гърба. Ембрионално произлизат от гръбната хорда (chorda dorsalis).

## Общо устройство
Всеки прешлен се състои от тяло (corpus vertebrae), дъга (arcus vertebrae), странични израстъци (processus transversus vertebrae), ставни израстъци (processus articulares vertebrae) и бодлест израстък (processus spinosus vertebrae).

## Видове
- Шийни (vertebrae cervicales) – При домашните животни са 7, както при повечето бозайници, с изключение на дървесния ленивец – 8 и ламантина – 6.[1] Първият шиен прешлен, наричан също атлас (atlas), дава началото на гръбначния стълб и непосредствено се свързва с тилната кост на черепа.[1] Вторият шиен прешлен, наричан осев или аксис (axis), при повечето видове има дълго тяло, чиито краниален край участва заедно с по-голямата част от тялото на атласа в образуването на зъбоподобен израстък (dens axis).[1] Дорзално зъбът има грубо поле за прикрепване на връзки.[1] Останалите прешлени стават прогресивно по-къси към гръдния кош.[1] Седмият шиен прешлен притежава най-късото тяло и някои белези, характерни за гръдните прешлени.[1]
- Гръдни (vertebrae thoracicae) – Участват в образуването на скелета на гръдния кош и се съединяват ставно с ребрата и отговарят на техния брой (чифта).[1]
- Поясни (vertebrae lumbales) – За разлика от гръдните прешлени имат по-еднообразна форма и по-голяма дължина.
- Кръстцови (vertebrae sacrales) – При новородени и млади животни те са съединени чрез междупрешленни хрущялни плочки.[1] Пълно срастване настъпва на различна възраст: човек – 16 – 30 години, месоядни – 1/2 година, преживни – 3 – 4 години, свиня – 1 1/2 година, кон – 4 – 5 години.[1]
- Опашни (vertebrae caudales (coccygeae)) – Техният брой много варира дори вътре в отделните видове и показват прогресивно опростяване на формата.[1]

## Брой при някои животни
| Вид           | Прешлени | Прешлени | Прешлени | Прешлени  | Прешлени | Прешлени |
| ------------- | -------- | -------- | -------- | --------- | -------- | -------- |
| Вид           | шийни    | гръдни   | поясни   | кръстцови | опашни   | общ брой |
| Човек         | 7        | 12       | 5        | 5         | 3 – 4    | 32 – 33  |
| Кон           | 7        | 18       | 6        | 5         | 15 – 21  | 51 – 57  |
| Говедо        | 7        | 13       | 6        | 5         | 18 – 21  | 49 – 52  |
| Овца          | 7        | 13       | 6 – 7    | 4         | 16 – 18  | 46 – 49  |
| Прасе         | 7        | 14 – 15  | 6 – 7    | 4         | 20 – 23  | 51 – 56  |
| Куче          | 7        | 13       | 7        | 3         | 20 – 23  | 50 – 53  |
| Котка         | 7        | 13       | 7        | 3         | 22 – 23  | 52 – 53  |
| Заек          | 7        | 12       | 7        | 4         | 16       | 46       |
| Морско свинче | 7        | 13 – 14  | 6        | 2 – 3     | 4 – 6    | 32 – 36  |
| Видра         | 7        | 14       | 6        | 3         | 18       | 48       |
| Жираф         | 7        | 14       | 6        | 3         | 11       | 41       |

Пет от седемте шийни прешлени при торбестите къртици са срастнали в обща кост, която придава здравина на тялото при копаене под земята.